# الدوري الإسباني الدرجة الثانية ب 1977–78
الدوري الإسباني الدرجة الثانية بي 1977–78 (بالإسبانية: Segunda División B de España 1977-78)‏ هو موسم من الدوري الإسباني الدرجة الثانية بي. فاز فيه راسينغ فيرول.